# Lucy Greenish
Lucy Adelaide Greenish (Brisbane, 9 de noviembre de 1888 - 4 de septiembre de 1976), también conocida como Lucy Adelaide Symes, fue la primera mujer en convertirse en arquitecta registrada en Nueva Zelanda.

## Primeros años de vida
Lucy Greenish nació en Brisbane, Australia, el 9 de noviembre de 1888. Su padre era George William Greenish, gerente de seguros, y su madre era Margaret Emily Eggar.: 181  Tenía dos hermanos menores: un hermano Frank y una hermana Dorothy. La familia se mudó de Australia a Nueva Zelanda en 1908, pero su padre, George Greenish, murió poco después de su llegada. Margaret Greenish estableció una escuela secundaria y un jardín de infancia en Karori, basándose en las enseñanzas de Friedrich Fröbel, el pionero internacional de los conceptos de jardín de infancia.

## Carrera
En 1909, a la edad de 20 años, Greenish fue contratada como aprendiz de delineante por el estudio de arquitectura Atkins and Bacon de Wellington.
En 1912, Greenish preparó las ilustraciones para un discurso iluminado presentado por el Instituto de Arquitectos de Nueva Zelanda a John Dickson-Poynder, Lord Islington, saliente gobernador general de Nueva Zelanda, en reconocimiento a su servicio como patrocinador.
Fue elegida como asociada del Instituto de Arquitectos de Nueva Zelanda en 1913. Tras la aprobación de la Ley del Instituto de Arquitectos de Nueva Zelanda (NZIA) en 1913, Greenish fue la única mujer que solicitó el registro, y se registró como arquitecta en 1914, convirtiéndose en la primera mujer registrada. arquitecto en Nueva Zelanda.: 327  Era inusual en ese momento que una mujer fuera arquitecta registrada, y la segunda mujer no estuvo registrada por otros 20 años. Posteriormente, Greenish se mudó a Dunedin y comenzó a trabajar para una empresa local.
Greenish fue la primera mujer en Nueva Zelanda en establecer su propia práctica arquitectónica. Anunció la apertura de su práctica en Lower Hutt en agosto de 1927.
La publicación de 2022 de la historiadora residente en Wellington Elizabeth Cox, Making Space: A History of New Zealand Women in Architecture, está dedicada a Lucy Greenish (Symes).

## Vida personal
Después de la muerte de George Greenish, Lucy, Frank y Dorothy vivieron juntos con su madre en Karori hasta el estallido de la Primera Guerra Mundial.
Su hermano Frank también era arquitecto de Wellington. Ayudó con el desarrollo de la Ley NZIA en 1913 que permitió el registro de arquitectos, incluida su hermana Lucy, al año siguiente.: 181  Su madre Margaret murió en 1917.
Greenish era un artista capaz. Una noticia de diciembre de 1911 registra que Greenish había pintado el escenario para una obra de teatro como parte de la función de fin de año de la escuela dirigida por su madre. Su obra de arte en acuarela se incluyó en una exposición de arte en 1923 y se reseña en un periódico de Dunedin.
A los 37 años quedó embarazada y se mudó a Australia para tener al bebé. Su hija fue adoptada en Australia y Greenish finalmente regresó a Nueva Zelanda en 1926 o principios de 1927.
Greenish vivió en Taitā durante unos 20 años, y permaneció soltera hasta 1945 cuando se casó con Henry Symes.: 327  Symes murió en su casa en Marton, en noviembre de 1949.
Greenish murió el 4 de septiembre de 1976 y su memorial se encuentra en el cementerio Mount View, Marton, Nueva Zelanda.